# جام بزرگ والیبال قهرمانان جهان
جام بزرگ قهرمانان جهان یک تورنمنت والیبال در سطح بین‌المللی در رده مردان و زنان است که در سال ۱۹۹۳ به ابتکار و پیشنهاد ژاپن و تأیید فدراسیون جهانی والیبال تأسیس شد.
برگزار می‌شود. این رقابت‌ها به جام جهانی کوچک، جام قهرمان قاره‌ها و بین قاره ای هم معروف است.

## مردان
| سال         | قهرمان‌ها  | نایب قهرمان           | مقام ۳ام   | مقام ۴ام              | مقام ۵ام              | مقام ۶ام    |
| ----------- | --------- | --------------------- | ---------- | --------------------- | --------------------- | ----------- |
| ۱۹۹۳ جزئیات | · ایتالیا | · برزیل               | · کوبا     | · ژاپن                | · ایالات متحده آمریکا | · کرهٔ جنوبی |
| ۱۹۹۷ جزئیات | · برزیل   | · هلند                | · کوبا     | · چین                 | · ژاپن                | · استرالیا  |
| ۲۰۰۱ جزئیات | · کوبا    | · برزیل               | · یوگسلاوی | · کرهٔ جنوبی           | · ژاپن                | · آرژانتین  |
| ۲۰۰۵ جزئیات | · برزیل   | · ایالات متحده آمریکا | · ایتالیا  | · ژاپن                | · مصر                 | · چین       |
| ۲۰۰۹ جزئیات | · برزیل   | · کوبا                | · ژاپن     | · لهستان              | · ایران               | · مصر       |
| ۲۰۱۳ جزئیات | · برزیل   | · روسیه               | · ایتالیا  | · ایران               | · ایالات متحده آمریکا | · ژاپن      |
| ۲۰۱۷ جزئیات | · برزیل   | · ایتالیا             | · ایران    | · ایالات متحده آمریکا | فرانسه                | · ژاپن      |
| ۲۰۲۲ جزئیات | · ایتالیا | · برزیل               |            |                       |                       |             |